# De Smeetoren, het Bartholomeusgasthuis en de Geertekerk te Utrecht
De Smeetoren, het Bartholomeusgasthuis en de Geertekerk te Utrecht is een schilderij door de schilder L.B. Backer in het Centraal Museum in Utrecht.

## Voorstelling

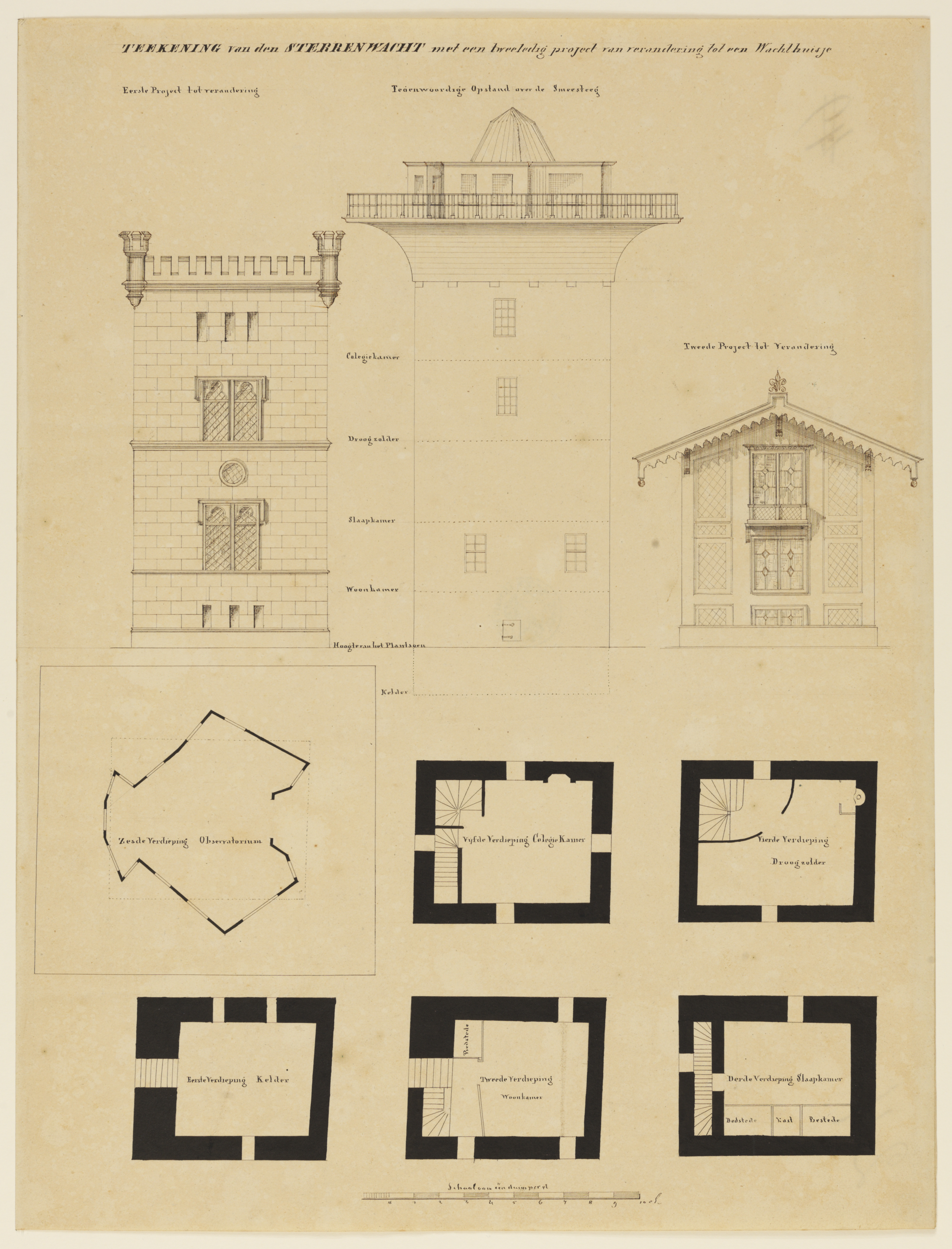
Onuitgevoerd ontwerp voor verbouwing van de Smeetoren met linksonder de plattegrond van het veelhoekige observatorium. 1840-1850. Utrechts Archief.

Het stelt de Smeetoren en omgeving voor, gezien vanaf de overzijde van de Catharijnesingel in Utrecht. De Smeetoren was een 12e-eeuwse verdedigingstoren, die in 1642 werd verbouwd tot sterrenwacht van de Universiteit Utrecht. De torenspits werd hiervoor verwijderd en vervangen door een platform met achthoekig dakkoepeltje. Dit koepeltje was voorzien was van een luik voor een telescoop. Omstreeks 1809 werd het dakkoepeltje vervangen door een veelhoekige ruimte met daarop een draaibare (?) koepel. In 1853 verhuisde de sterrewacht naar de Sonnenborgh; kort daarna werd de Smeetoren wegens bouwvalligheid gesloopt. Op het schilderij lijkt de koepel in geopende stand te zijn afgebeeld.
Links achter de toren is het Bartholomeïgasthuis te zien, dat op dat moment dienst deed als ziekenhuis. Helemaal rechts staat de Nederlands Hervormde Geertekerk met Romaanse toren uit de 13e eeuw. De stadsmuren ter weerszijden van de Smeetoren werden rond 1842 afgebroken om plaats te maken voor het Zocherpark. Het kleine, witte huisje voor de toren deed dienst als wachthuisje.

## Toeschrijving en datering
Het schilderij is linksonder gesigneerd en gedateerd ‘L:B:Backer 1822’. Nader gegevens over deze schilder ontbreken.

## Herkomst
Het werk werd op 23 februari 1869 voor 6 gulden gekocht door de stad Utrecht van een zekere G. Salomon. In Het Utrechts Archief bevindt zich de rekening voor deze aankoop: ‘Ontvangen uit handen van den Heer Commies-Archivaris bij het Gemeentebestuur van Utrecht de somma van zes gulden voor een oud schilderij in olieverw voorstellende den Smeetoren als Astronomisch Observatorium’.